# 178 Belisana
A 178 Belisana a Naprendszer kisbolygóövében található aszteroida. Johann Palisa fedezte fel 1877. november 6-án.